# Gare de Takaosanguchi

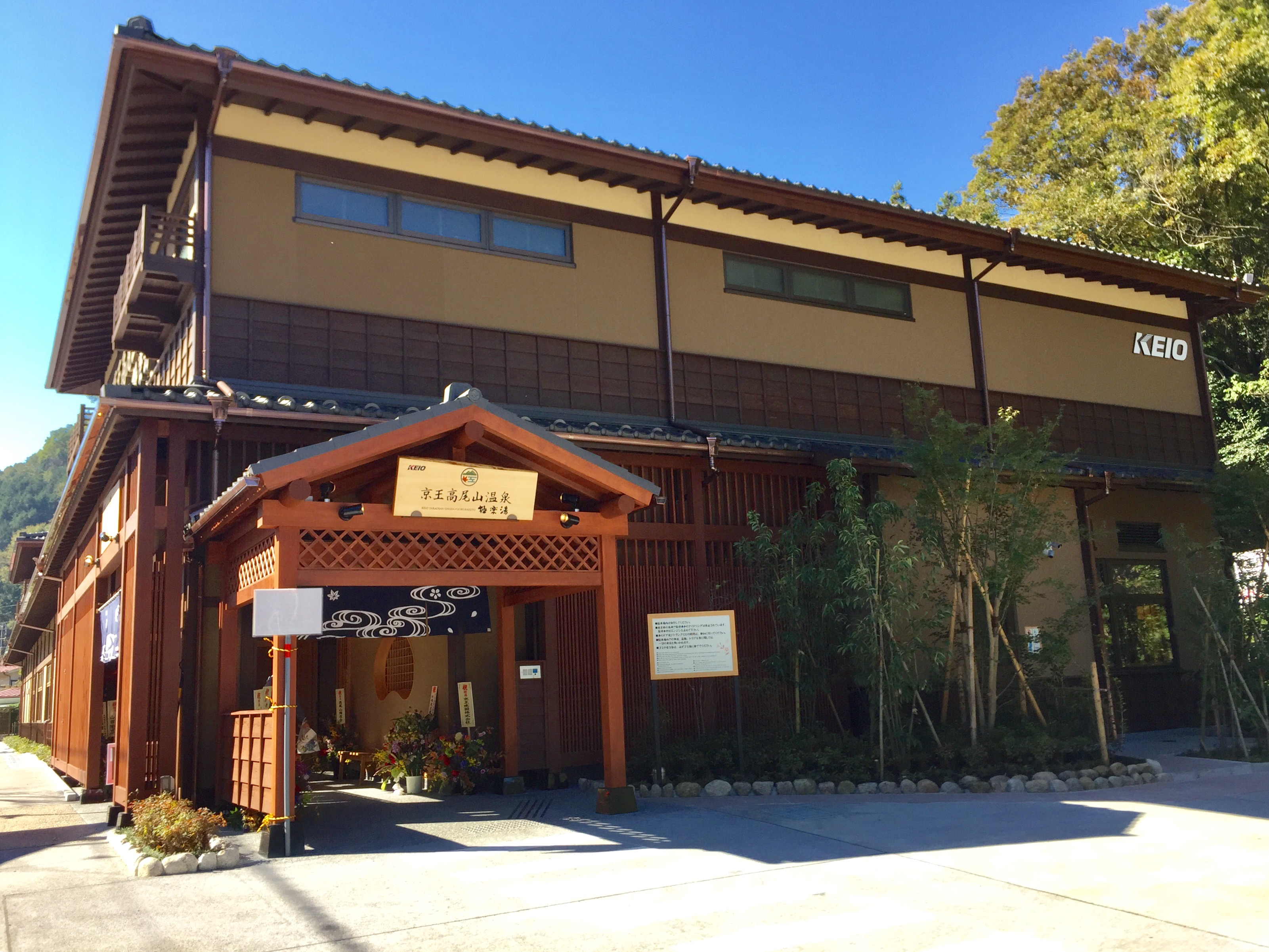
Keio Takaosan Onsen Gokurakuyu (Construction à côté de la gare)

La gare de Takaosanguchi (高尾山口駅, Takaosanguchi-eki) est une gare ferroviaire de la ville de Hachiōji, dans la préfecture de Tokyo, au Japon. La gare est exploitée par la compagnie Keiō.

## Situation ferroviaire
La gare de Takaosanguchi marque le terminus ouest de la ligne Keiō Takao.

## Histoire
La gare a été inaugurée le 1er octobre 1967. La gare, reconstruite en 2015, a remporté un Good Design Award en 2016.

## Service des voyageurs

### Accès et accueil
La gare dispose d'un bâtiment voyageurs.

### Desserte
- Ligne Keiō Takao :
  - voies 1 et 2 : direction Kitano (interconnexion vers Shinjuku)

#### Dispositions des voies
Un quai centrale encadre les deux voies provenant d'une voie unique.

### Intermodalité
La gare de Kiyotaki de la compagnie Takaosan est située à l'ouest de la gare. Cette gare est desservi par le funiculaire Takao Tozan.